# Eugenio Zolli

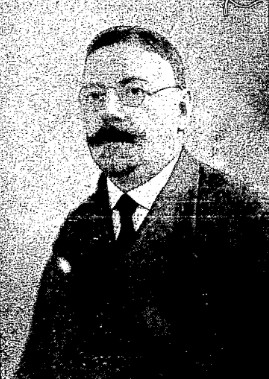
Eugenio (Israel) Zolli, 1938

Eugenio Pio Zolli (* 17. September 1881 als Israel Zoller in Brody, Galizien, damals zu Österreich-Ungarn; † 2. März 1956 in Rom) war Großrabbiner von Rom und Holocaustüberlebender. Er konvertierte 1945 zum römisch-katholischen Glauben.

## Werdegang bis 1940
Israel Zoller, der sich trotz seines jüdischen Glaubens bereits früh mit dem Christentum befasste, studierte Philosophie in Wien und Florenz und gleichzeitig am dortigen rabbinischen Kolleg. 1911 wurde er Vizerabbiner in Triest, wo er 1920 zum Oberrabbiner aufstieg. Er heiratete und bekam eine Tochter. 1933 erhielt Zoller die italienische Staatsbürgerschaft und änderte seinen Nachnamen in Zolli.
Im selben Jahr erhielt er den Lehrstuhl für hebräische Sprache und Literatur an der Universität von Padua. 1938 musste er diesen infolge der italienischen Rassengesetze wieder aufgeben.

## Großrabbiner von Rom
1940 wurde Israel Zolli als Großrabbiner nach Rom berufen, dem Sitz der ältesten jüdischen Gemeinde der westlichen Welt. Auch dorthin hatte sich die Judenverfolgung ausgeweitet. Am 27. September 1943 verlangte SS-Oberst Herbert Kappler, damals Kommandeur der Sicherheitspolizei und des SD in Rom, die Lieferung von 50 Kilogramm Gold durch die jüdische Gemeinde Rom, das diese jedoch nicht aufbringen konnte. Zolli wandte sich daraufhin an Papst Pius XII., um ihn um Hilfe für die Gemeinde zu bitten. Zolli und andere römische Juden fanden Zuflucht in Kirchen und Klöstern und überlebten dadurch den Holocaust. Der Großrabbiner selbst konnte sein Amt am 4. Juni 1944, nach der Ankunft alliierter Truppen in Rom, wieder antreten.

## Übertritt zum Christentum und letzte Lebensjahre
Am 25. Juli 1944 hatte Zolli eine Audienz bei Pius XII., um diesem für die Hilfe zahlreicher Katholiken während der deutschen Besetzung Roms zu danken. Zu diesem Zeitpunkt fühlte er sich bereits zum Christentum berufen. Im September 1944 trat er von seinem Posten als Großrabbiner zurück. Am 13. Februar 1945 empfingen er und seine Frau Emma schließlich durch den späteren Kardinal Luigi Traglia die Taufe. Zolli nahm die Namen Eugenio Pio an, aus Dankbarkeit für Pius XII., dessen bürgerlicher Name Eugenio Pacelli lautete.
Die Nachricht von Zollis Taufe sorgte international für Aufsehen. Aufgrund der teils negativen Reaktionen zog er sich zeitweise in die Päpstliche Universität Gregoriana zurück. Er wirkte nach 1945 als Dozent in Rom und verfasste mehrere Bücher zu Antisemitismus und christlichen Themen. Zudem trat er als Verfechter des päpstlichen Primats in protestantischen Kreisen auf. Eugenio Zolli starb 1956 im Alter von 74 Jahren in Rom.